# Señores de Baux
Señores de Baux es como se conoce a quienes ejercieron la titularidad del señorío de Baux, en la actualidad Les Baux-de-Provence, ubicado en el antiguo Condado de Provenza. Fue creado en el año 971 por Otón I de Alemania, emperador del Sacro Imperio Romano Germánico y otorgado a Poncio II de Fox, conocido como el joven. El feudo estuvo en manos de la Casa del Balzo hasta 1426, siendo gobernada por la rama del Balzo-Orange a partir de 1181. Actualmente el título de marqués del Balzo es uno de los muchos que ostenta el príncipe heredero de Mónaco desde 1643.

## Casa de Baux
- Poncio II de Baux (971 - 1025), quien funda esta casa señorial.
- Hugo I de Baux (1025 - 1060)
- Guillermo Hugo Baux (1060 - 1095)
- Raimundo I de Baux (1095 - 1150)
- Hugo II de Baux (1150 - 1167)

En 1167 y en virtud del tratado de paz de la tercera guerra bausenca, el señorío queda en manos del titular del Condado de Provenza, Alfonso II de Aragón (aunque gobierna con el título de marqués). En 1173 cede el condado (o marquesado) a su hermano Ramón Berenguer IV, quien dos años después devuelve el señorío a la Casa del Balzo. Para no ser vasallo de la Casa de Aragón, Hugo rechaza el honor y se lo cede a su hermano Beltrán.
- Beltrán I de Baux (1175 - 1181)
- Hugo III de Baux (1181 - 1240)
- [[Barral de Baux] (1240 - 1268)

### Casa de Baux, rama de Avellino
A partir de Beltrán el título de señor del Balzo se une al de conde de Avellino.
- Beltrán III de Baux (1268 - 1305). El nombre de Beltrán II lo portó su primo segundo, aunque no gobernó nunca el señorío.
- Raimundo II de Baux (1305 - 1322)
- Hugo IV de Baux (1322 - 1351)
- Roberto de Baux (1351 - 1353)
- Raimundo III de Baux (1353 - 1372)
- Juan de Baux (1372 - 1375)
- Alicia de Baux (1375 - 1426)

Aunque Alicia era la titular del señorío nunca gobernó de manera efectiva. Hasta 1395 lo hizo su abuelo materno Guillermo III Roger de Beaufort, hasta 1399 la titularidad la ejerció su tío Raimundo de Turena y hasta 1408 fue su esposo, Odón de Villars. Durante sus últimos años gobernó junto a su segundo esposo, Conrado de Friburgo. Como murió sin hijos, la Casa del Balzo-Orange se extinguió.

## Casa de Anjou-Valois
Tras quedar vacante, la titularidad del feudo recae en la Casa de Anjou-Valois, en virtud de ser los titulares del Condado de Provenza.
- Luis III de Nápoles (1427 - 1434)
- Renato I de Nápoles (1434 - 1480)
- Carlos V de Maine (1480 - 1481)

## Reyes de Francia
Tras la muerte sin descendecia de Carlos V de Maine, todas sus posesiones quedan en poder de la realeza francesa.
- Luis XI de Francia (1481 - 1483)
- Carlos VIII de Francia (1483 - 1498)
- Luis XII de Francia (1498 - 1513)

En 1513, Luis XII coloca el feudo bajo la administración de un gobernador al que le concede el título de barón del Balzo. Aunque ya no haya una administración directa de parte de la monarquía francesa, ésta no concede ningún título de nobleza y por lo tanto el feudo sigue bajo su dominio.

### Reyes de Francia sin administración directa
- Luis XII de Francia (1513 - 1515)
- Francisco I de Francia (1515 - 1547)
- Enrique II de Francia (1547 - 1559)
- Francisco II de Francia (1559 - 1560)
- Carlos IX de Francia (1560 - 1574)
- Enrique III de Francia (1574 - 1589)

- Enrique IV de Francia (1589 - 1610)
- Luis XIII de Francia (1610 - 1631)

### Barones del Balzo
- Bernardin des Baux (1513-1528)
- Anne de Montmorency (1528-1567)
- Honoré des Martins (1567-1582)
- Jacques de Bauche (1582-1621)
- Antoine de Villeneuve (1621-1631)

En 1631, se vende la baronía a la comunidad de Les Baux-de-Provence y se abandona el castillo.

## Dinastía Grimaldi
En mayo de 1642 el rey crea el título de marqués de Baux y éste es otorgado a Hércules Grimaldi,   el cual toma posesión el 6 de febrero de 1643. Pasando así la titularidad del feudo a manos de la Dinastía Grimaldi. Y a partir de este momento todos los Herederos al Trono de  Mónaco llevan este título.
- Hércules Grimaldi (1643-1651)
- Honorato II de Mónaco (1651-1662)
- Luis I de Mónaco (1662-1701)
- Antonio I de Mónaco (1701-1731)
- Jaime I de Mónaco (1731-1751)
- Honorato III de Mónaco (1751-1793)

Honorato además ostentaba el título de príncipe de Mónaco, por lo que desde entonces el título de marqués de Baux queda íntimamente unido al de Príncipe Heredero  de Mónaco En 1793, Mónaco fue ocupada por la Primera República Francesa. Con la recuperación de la independencia en 1814, el título se restituye a Honorato IV de Mónaco, hijo de Honorato III.
- Honorato IV de Mónaco (1814-1819)
- Honorato V de Mónaco (1819-1841)
- Florestán I de Mónaco (1841-1856)
- Carlos III de Mónaco (1856-1889)
- Alberto I de Mónaco (1889-1922)
- Luis II de Mónaco (1922-1944)
- Raniero III de Mónaco (1944-1949)
- Alberto II de Mónaco (2005-2014)
- Jaime de Mónaco (2014-presente)